# Dmitrij Danilovič Leljušenko
Dmitrij Danilovič Leljušenko (in russo Дми́трий Дани́лович Лелюше́нко?; Novokuznecovka, 20 ottobre 1901 – Mosca, 20 luglio 1987) è stato un generale sovietico, attivo durante tutta la guerra sul Fronte orientale della seconda guerra mondiale.

## Carriera
Esperto di guerra con mezzi corazzati, Leljušenko si distinse alla testa del 21º Corpo meccanizzato fin dall'inizio dell'Operazione Barbarossa. Negli anni successivi, al comando di varie armate mostrò ancora energia, ottimismo e combattività giocando un ruolo importante nella vittoria di Mosca, nelle aspre battaglie di Ržev, durante l'Operazione Urano.
Il massimo momento di successo per Leljušenko giunse nel 1944-1945 quando, alla testa della potente 4ª Armata carri della Guardia, diede prova di notevoli qualità di addestratore e di grandi capacità nella conduzione di manovre con mezzi corazzati, guidando i suoi carri armati a una serie di vittorie contro i panzer tedeschi e partecipando vittoriosamente alla marcia verso l'Oder ed alla battaglia finale di Berlino. Ottenne per due volte il prestigioso riconoscimento di Eroe dell'Unione Sovietica.